# Martin Mulsow

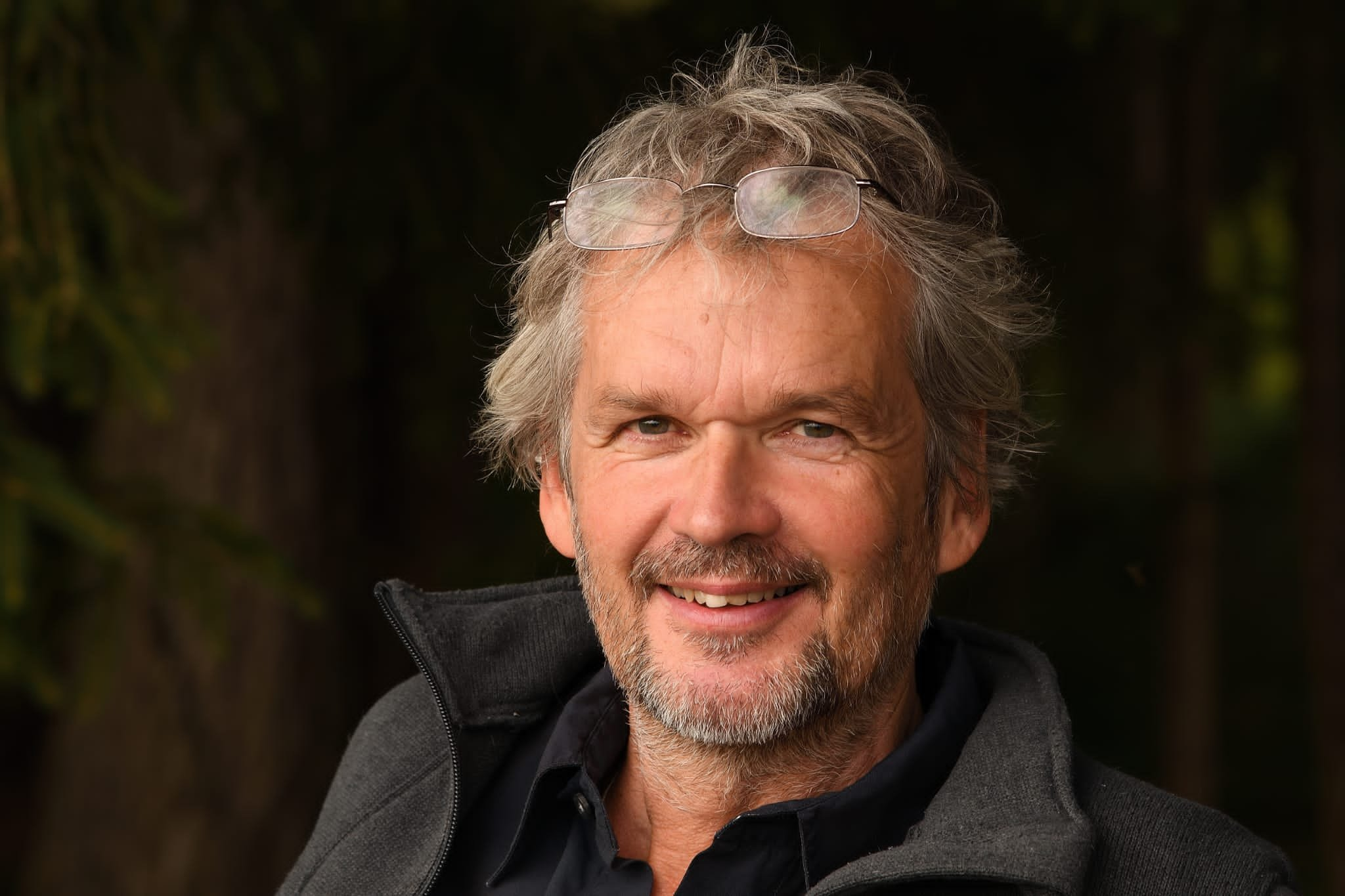
Martin Mulsow

Martin Mulsow (* 14. Oktober 1959 in Buchholz in der Nordheide) ist ein deutscher Philosoph und Historiker mit Arbeitsschwerpunkt in der Erforschung der frühneuzeitlichen Wissens- und Ideengeschichte. Er ist Direktor des Forschungszentrums Gotha der Universität Erfurt und hat dort den Lehrstuhl für Wissenskulturen der europäischen Neuzeit inne.

## Beruflicher Werdegang
Mulsow studierte Philosophie, Germanistik und Geschichte in Tübingen, Berlin und München. Er wurde 1991 an der Ludwig-Maximilians-Universität München im Fach Philosophie bei Dieter Henrich promoviert und habilitierte sich dort im Jahr 2000. 2001–2005 war er Leiter eines Teilprojektes am Sonderforschungsbereich 573 an der Universität München, von 2005 bis 2009 (zusammen mit Winfried Schulze und Ulrich Beck) Leiter eines Teilprojektes am Sonderforschungsbereich 536.
Von 2005 bis 2008 hatte er eine Professur für Geschichte an der Rutgers University in New Brunswick, New Jersey (USA) inne. Mulsow ist seit 2008 Inhaber der Professur für Wissenskulturen der europäischen Neuzeit an der Universität Erfurt und Direktor des Forschungszentrums Gotha.
2002/3 war er Member des Institute for Advanced Study in Princeton, im Frühjahr 2005 Gastprofessor an der École des hautes études en sciences sociales in Paris, 2007/8 Member des Center for Theological Inquiry in Princeton und 2012/13 Fellow des Wissenschaftskollegs zu Berlin, 2016 Visiting Scholar am Max-Planck-Institut für Wissenschaftsgeschichte in Berlin, 2017 Fellow am Netherlands Institute for Advanced Study (NIAS) in Amsterdam und 2024/25 Fellow des New Institute in Hamburg.

## Leitungsfunktionen
Zusammen mit Jörg Rüpke war Mulsow 2013–2027 Leiter der Kolleg-Forschergruppe „Religiöse Individualisierung in historischer Perspektive“. Ferner gehörte er dem Leitungskomitee des Wolfenbütteler Arbeitskreises für Barockforschung an, war von 2010 bis 2014 Vizepräsident der Deutschen Gesellschaft für die Erforschung des Achtzehnten Jahrhunderts und ist seit 2024 Vorsitzender der AG Frühe Neuzeit im Verband der Historiker und Historikerinnen Deutschlands (VHD).
Mulsow ist Herausgeber und Mitherausgeber verschiedener Buchreihen (Frühe Neuzeit bei De Gruyter, Sozinianismus und Heterodoxie im Franz Steiner Verlag, Humanistische Bibliothek im Fink Verlag/Brill, Gothaer Forschungen zur Frühen Neuzeit im Franz Steiner Verlag), und war langjähriges Mitglied der Redaktion in der Zeitschrift für Ideengeschichte und Beiratsmitglied des Verlags der Weltreligionen.

## Preise und Auszeichnungen
Für seine Arbeiten erhielt er verschiedene Preise, unter anderem 1999 den „Premio internazionale di storia della filosofia Luigi de Franco“ für das beste Buch auf dem Gebiet der Renaissancephilosophie, 2004 den Karl Jaspers Förderpreis der Universität Oldenburg und 2005 sowie 2007 den „Selma V. Forkosch prize“, der jährlich für den besten Artikel im Journal of the History of Ideas vergeben wird. 2011 erhielt er den mit 30.000 Euro dotierten Akademiepreis der Berlin-Brandenburgischen Akademie der Wissenschaften. 2013 wurde ihm der Thüringer Forschungspreis zugesprochen, 2014 erhielt er den Anna-Krüger-Preis des Wissenschaftskollegs zu Berlin für ein hervorragendes Werk in einer guten und verständlichen Wissenschaftssprache. Für 2019–21 erhielt Mulsow das Opus Magnum Fellowship der Volkswagen-Stiftung.
Seit 2012 ist Mulsow ordentliches Mitglied der Sächsischen Akademie der Wissenschaften, seit 2016 ordentliches Mitglied der Berlin-Brandenburgischen Akademie der Wissenschaften und seit 2023 korrespondierendes Mitglied der Königlich Dänischen Akademie der Wissenschaften.

## Forschungsschwerpunkte
Mulsow betreibt eine interdisziplinäre Frühneuzeitforschung, die als Wissensgeschichte zwischen Ideengeschichte, historischer Anthropologie und Kulturgeschichte angesiedelt ist. Er beschäftigt sich mit Renaissancephilosophie, Praktiken frühneuzeitlicher Gelehrsamkeit (Philologie, Numismatik, Orientalistik, Antiquarianismus), Wissenschaftsgeschichte (Alchemie, Medizin, Naturphilosophie) und heterodoxen und unterdrückten Strömungen (Sozinianismus, Judentum, Radikalpietismus, Libertinage érudit, clandestine Radikalaufklärung); darüber hinaus mit der Hofkultur des 17. und 18. Jahrhunderts und globaler Ideengeschichte. Zudem ist er Experte für die deutsche Frühaufklärung und für Geheimgesellschaften der deutschen Aufklärung, insbesondere die Illuminaten. Er hat aber auch theoretische Texte zur historiographischen Methodologie und zum Prozess der Moderne verfasst und beschäftigt sich neuerdings mit den Konsequenzen der Klimakrise für die Ideengeschichte.

## Konstellationsforschung
Viel beachtet wurde Mulsows Adaption der von Dieter Henrich für die Klassische Deutsche Philosophie entwickelten Konstellationsforschung zu einer generellen ideen- und wissensgeschichtliche Methode. Mulsow definiert eine Konstellation als „dichten Zusammenhang wechselseitig aufeinander einwirkender Personen, Ideen, Theorien, Probleme und Dokumente, in der Weise, dass nur die Analyse dieses Zusammenhanges, nicht aber seiner isolierten Bestandteile, ein Verstehen der philosophischen Leistung und Entwicklung der Personen, Ideen und Theorien möglich macht.“ Er betont insbesondere die unterschiedliche Plotstruktur von Konstellationen, die Einbeziehung von Mündlichkeit und die Problemstruktur des jeweiligen Denkraumes, der auch auf seine nicht verwirklichten Potentiale hin analysiert werden kann, aber auch die Nähe und die Unterschiede zur sozialen Netzwerkforschung und zur Mikrogeschichte.

## Untergrundforschung
In Gotha leitete Mulsow längere Zeit eine Graduiertenschule über „Untergrundforschung“. Darunter versteht er eine interdisziplinäre Erforschung jener Personen und Gruppen, die ihre Aktivitäten heimlich und verdeckt ausgeführt haben – nicht nur Freidenker und religiöse Sektierer, sondern auch Spione, Geheimdiplomaten, untergetauchte Vaganten und Kriminelle, Alchemisten oder Homosexuelle, Geheimbündler oder Wirtschaftsbetrüger. Diese Gruppen werden zumeist separat behandelt, die Untergrundforschung interessiert sich hingegen für ihre Überlappungen und Vergesellschaftungsformen, für gemeinsame Räumlichkeiten und Taktiken.

## Prekäres Wissen
2012 führte Mulsow den Begriff des „prekären Wissens“ in die Diskussion ein. Der Begriff betont die Verlustseite von Wissen und meint die Gefährdung von Wissensbeständen, entweder durch den Verlust ihrer materiellen Träger oder durch Publikationsverbote und Ausgrenzungen von Personen, die dieses Wissen entwickelt haben, dann aber nicht verbreiten können, so dass es mit ihnen unterzugehen droht. Mulsow interessiert sich dabei insbesondere auch für die Taktiken, die solchen Gefährdungen entgegengesetzt werden, etwa die heimliche handschriftliche Zirkulation von Texten oder das Verstecken von Botschaften in Scherzen oder Fußnoten. Er möchte durch diesen neuen Fokus nicht zuletzt die Forschung zur Radikalaufklärung transformieren, die bisher allein auf Inhalte und Diffusionsformen fokussiert war, nicht aber auf Fragen des Habitus, der sozialen Rolle und der Taktiken. Der Ansatz ist inzwischen in fruchtbarer Weise auch von Mediävisten, Literaturwissenschaftlern („prekäre Literaturen“) und Theologen übernommen worden.

## Globale Ideengeschichte
„Global Intellectual History“ ist eine seit 2013 im angloamerikanischen Bereich propagierte Ausweitung der traditionellen Ideengeschichte, in der auch Inhalte und Perspektiven außereuropäischer Kulturen eine tragende Rolle spielen, insbesondere intellektuelle Diffusionen, Verbindungen und Verflechtungen zwischen unterschiedlichen Kulturräumen. 2022 hat Mulsow die erste große Monographie in deutscher Sprache dazu vorgelegt, mit zahlreichen methodischen Vorschlägen, etwa dem Konzept der „Überreichweite“ als einer fehlgehenden Referenz unter riskanten Bedingungen der Bezugnahme, die auf falschen oder unzureichenden Informationen („referentiellen Lieferketten“) beruht, oder dem Konzept der „Doppel-Helix“ von Transmissionsgeschichte einerseits (vom realen Ursprung einer Idee, eines Textes oder einer Benennung über verschiedene Stationen bis zur Gegenwart) und Gedächtnisgeschichte andererseits (dem kulturell konstruierten Rückbezug der jeweiligen Rezipienten an den Transmissionsstationen auf das, was sie für den Ursprung des Textes oder den Autor halten).

## Intellektuelle Tiefengeschichte
In jüngster Zeit ist Mulsow dabei, eine „Deep Intellectual History“ zu entwickeln, als eine Analyse sehr früher denkgeschichtlicher Prägungen, die bis in die Frühzeit menschlicher Zivilisationen zurückreichen und deren Spuren in späteren Denkstilen verfolgt werden können. Das betrifft so grundlegende Vorstellungen und Praktiken wie die von Gerechtigkeit oder Wahrheit. Die projektierte Disziplin verbindet historische Linguistik, Archäogenetik, Archäologie und Frühgeschichte (im Sinne von Daniel Lord Smails „Deep History“) mit Ideengeschichte und Globalgeschichte.

## Veröffentlichungen (Auswahl)

### Monographien
- Frühneuzeitliche Selbsterhaltung. Telesio und die Naturphilosophie der Renaissance. Niemeyer, Tübingen 1998. (Dissertation)
- Monadenlehre, Hermetik und Deismus. Georg Schades geheime Aufklärungsgesellschaft 1747–1760. Meiner, Hamburg 1998.
- Die drei Ringe. Toleranz und clandestine Gelehrsamkeit bei Mathurin Veyssière La Croze (1661–1739). Niemeyer, Tübingen 2001.
- Moderne aus dem Untergrund. Radikale Frühaufklärung in Deutschland 1680–1720. Habilitationsschrift. Meiner, Hamburg 2002. (engl. Übers. durch H. C. Erik Midelfort: Enlightenment Underground. Radical Germany 1680–1720. University of Virginia Press, Charlottesville 2015)
- Freigeister im Gottsched-Kreis. Wolffianismus, studentische Aktivitäten und Religionskritik in Leipzig 1740–1745. Wallstein, Göttingen 2007, ISBN 978-3-8353-0202-0.
- Die unanständige Gelehrtenrepublik. Wissen, Libertinage und Kommunikation in der Frühen Neuzeit. Metzler Stuttgart 2007. (engl. Übers. in Vorbereitung: Decorum and Discorder: The Republic of Letters 1550–1750)
- Prekäres Wissen. Eine andere Ideengeschichte der Frühen Neuzeit. Suhrkamp, Berlin 2012, ISBN 978-3-518-58583-2. Taschenbuchausgabe Suhrkamp Berlin 2025: stw 2474. (frz. Übers. durch Laurent Cantagrel / Loïc Windels: Savoirs précaires. Pour une autre histoire des idées à l'époche moderne. Éditions de la Maison des sciences de l'homme, Paris 2018; engl. Übers. durch H. C. Erik Midelfort: Knowledge Lost. A New View of Early Modern Intellectual History. Princeton University Press, Princeton/Oxford 2022).
- Radikale Frühaufklärung in Deutschland 1680-1720. Bd. 1: Moderne aus dem Untergrund, Bd. 2: Clandestine Vernunft. Wallstein, Göttingen 2018. (Engl. Übers. von Bd. 2 durch H. C. Erik Midelfort: The Hidden Origins of the German Enlightenment. Cambridge University Press, Cambridge 2023).
- Überreichweiten. Perspektiven einer globalen Ideengeschichte. Suhrkamp, Berlin 2022, ISBN 978-3-518-58793-5.
- Fremdprägung. Münzwissen in Zeiten der Globalisierung. Matthes & Seitz, Berlin 2023, ISBN 978-3-7518-0380-9.
- Aufklärungs-Dinge. Zweifler und Verzweifelte im Umbau des Wissens um 1700. Wagenbach, Berlin 2024, ISBN 978-3-8031-3726-5.
- Naturrecht und Emotion. Eine Geschichte der Gefühle im 18. Jahrhundert. Wallstein, Göttingen 2025, ISBN 978-3-8353-5853-9.

### Herausgegebene Werke
- Giordano Bruno, Über die Monas, die Zahl und die Figur; hg. v. Elisabeth von Samsonow, Kommentar von Martin Mulsow. Meiner, Hamburg 1991 (Philosophische Bibliothek Nr. 436) (Paperbackausgabe: Hamburg 1997).
- mit Ralph Häfner, Florian Neumann und Helmut Zedelmaier: Johann Lorenz Mosheim. Harrassowitz, Wiesbaden 1997.
- mit Helmut Zedelmaier: Skepsis, Providenz, Polyhistorie. Jakob Friedrich Reimmann (1668–1743). Niemeyer, Tübingen 1998.
- Johann Lorenz Mosheim: Versuch einer unparteiischen und gründlichen Ketzergeschichte. Bd. 1 (Helmstedt 1746). Nachdruck mit einer Einleitung herausgegeben von Martin Mulsow. Hildesheim: Olms 1998; Bd. 2 (Helmstedt 1748) 1999.
- Friedrich Wilhelm Bierling, Dissertationes selectae (De origine mali. Dissertatio de pyrrhonismo historico. De superstitione adhibita tanquam arcano dominationis. De caussis cur nonnulli eruditi nihil in lucem emiserint) Con una introduzione di Martin Mulsow. Conte editore, Lecce 1999 (Aurifodina philosophica).
- Georg Schade, Die unwandelbare und ewige Religion der ältesten Naturforscher und Adepten. Materialien. Hg. mit einer Einleitung von Martin Mulsow. Frommann-Holzboog, Stuttgart 1999 (Freidenker der europäischen Aufklärung).
- mit Helmut Zedelmaier: Die Praktiken der Gelehrsamkeit in der Frühen Neuzeit. Niemeyer, Tübingen 2001.
- Das Ende des Hermetismus. Historische Kritik und neue Naturphilosophie in der Spätrenaissance. Eine Dokumentation zu der Debatte um die Datierung der Hermetischen Schriften von Genebrard bis Casaubon. (Religion und Aufklärung). Mohr-Siebeck Tübingen 2002.
- mit Sandra Pott und Lutz Danneberg: The Berlin Refuge, 1680–1780. Learning and Science in European Context. Brill, Leiden 2003.
- mit Richard H. Popkin: Secret Conversions to Judaism in Early Modern Europe. (= Brill's Studies in Intellectual History). Brill, Leiden 2004.
- mit Jan Rohls: Socinianism and Arminianism. Antitrinitarians, Calvinists and Cultural Exchange in 17th Century Europe. Brill, Leiden 2005.
- mit Marcelo Stamm: Konstellationsforschung. Suhrkamp, Frankfurt 2005.
- mit Jan Assmann: Sintflut und Gedächtnis. Erinnern und Vergessen des Ursprungs. Fink, München 2006.
- Giovanni Pico della Mirandola: Über das Seiende und das Eine. Lateinisch-Deutsch. Kritische Edition, Übersetzung, Kommentierung und Einleitung von Enno Rudolph, Paul Richard Blum, Alexandre Vigo, Hermann Darmschen, Dominik Kaegi und Martin Mulsow. Meiner, Hamburg 2006.
- Richard H. Popkin: Mit allen Makeln. Erinnerungen eines Philosophiehistorikers. Hg. mit einem Vorwort von Martin Mulsow. Meiner, Hamburg 2008.
- Spätrenaissance-Philosophie in Deutschland 1570–1650. Niemeyer, Tübingen 2009.
- mit Tim Müller: Think Tanks. (= Zeitschrift für Ideengeschichte. Heft 3.3). Beck, München 2009.
- Philosophie an der Ludwig-Maximilinans-Universität. Hg. von Hans Otto Seitschek in Verbindung mit Wolfhart Henckmann, Martin Mulsow und Peter Nickl. EOS, St. Ottilien 2010.
- mit Andreas Mahler: Die Cambridge School der politischen Ideengeschichte. Suhrkamp, Berlin 2010.
- mit Guido Naschert: Radikale Spätaufklärung in Deutschland. (= Jahrbuch Aufklärung, 24) Meiner, Hamburg 2013.
- mit Friedrich Vollhardt: Natur. (= Jahrbuch Aufklärung. Band 25). Meiner, Hamburg 2014.
- mit Jonathan Israel: Radikalaufklärung. Suhrkamp, Frankfurt 2014.
- mit Dirk Sangmeister: Subversive Literatur. Erfurter Autoren und Verlage im Zeitalter der Französischen Revolution. Wallstein, Göttingen 2014
- Kriminelle - Freidenker - Alchemisten. Räume des Untergrunds in der Frühen Neuzeit. Böhlau, Köln/Wien 2014.
- mit Andreas Mahler: Texte zur Theorie der Ideengeschichte. Reclam, Stuttgart 2014.
- mit Frank Rexroth: Was als wissenschaftlich gelten darf. Praktiken der Grenzziehung in Gelehrtenmilieus der Vormoderne. Campus, Frankfurt 2014.
- mit Ulrich Beck: Vergangenheit und Zukunft der Moderne. Suhrkamp, Berlin 2014.
- mit Alexandra Kemmerer: Lange Leitung (= Zeitschrift für Ideengeschichte, Heft 9.1). Beck, München 2015.
- mit Marian Füssel: Gelehrtenrepublik (= Jahrbuch Aufklärung, Band 26). Meiner, Hamburg 2015.
- mit Anne-Simone Rous: Geheime Post. Kryptologie und Steganographie der diplomatischen Korrespondenz europäischer Höfe während der Frühen Neuzeit. Duncker & Humblot, Berlin 2015.
- Nikolaus Hieronymus Gundling: Via ad Veritatem. Mit einem Vorwort herausgegeben von Martin Mulsow, 3 Teile in 3 Bänden. Olms, Hildesheim 2016.
- Nikolaus Hieronymus Gundling: Philosophische Discourse. Mit einem Vorwort herausgegeben von Martin Mulsow, 3 Teile in 3 Bänden. Olms, Hildesheim 2016.
- mit Kaspar Risbjerg Eskildsen und Helmut Zedelmaier: Christoph August Heumann (1681-1764). Gelehrte Praxis zwischen christlichem Humanismus und Aufklärung. Steiner, Stuttgart 2017.
- mit Annette C. Cremer: Objekte als Quellen der historischen Kulturwissenschaften. Stand und Perspektiven der Forschung. Böhlau, Köln 2017.
- Global Intellectual History 2/1 (2017): New Perspectives on Global Intellectual History (mit Beiträgen von C. Ginzburg, S. Subrahmanyam, K. Raj, K. Haakonnssen und R. Whatmore).
- mit Dirk Sangmeister: Deutsche Pornographie in der Aufklärung. Wallstein, Göttingen 2018.
- mit Markus Hilgert: Keile (= Zeitschrift für Ideengeschichte, Heft 12.4). Beck, München. 2018.
- mit Asaph Ben-Tov: Knowledge and Profanation. Transgressing the Boundaries of Religion in Premodern Scholarship. Brill, Leiden. 2019.
- mit Martin Fuchs, Antje Linkenbach, Bernd Otto, Rahul Parson und Jörg Rüpke: Religious Individualisation. Historical Dimensions and Comparative Perspectives. De Gruyter, Berlin. 2019.
- mit Christoph von Wolzogen: Johann (Hans) Ludwig Freiherr von Wolzogen und Neuhaus: Anmerkungen zu den metaphysischen Meditationen von René Descartes. Steiner, Stuttgart 2021.
- Urban Gottfried Bucher: Zweyer guten Freunde Briefwechsel vom Wesen der Seelen (1713/1723). Mit Dokumenten zu den Debatten um die Seele und zum Verhältnis des Organischen und Mechanischen. Steiner, Stuttgart 2021 (Philosophische Clandestina der deutschen Aufklärung Bd. 4).
- mit Andreas Urs Sommer und Wolfert von Rahden: Falschmünzer (= Zeitschrift für Ideengeschichte Bd. 4/2021).
- mit Julia Schmidt-Funke und Gunhild Berg: Das Schloss als Hörsaal. Ludwig Christian Lichtenbergs „Vorlesung über die Naturlehre“ und die residenzstädtische Wissensproduktion um 1800. Steiner, Stuttgart 2021.
- Das Haar als Argument. Zur Wissensgeschichte von Bärten, Frisuren und Perücken. Steiner, Stuttgart 2022.
- mit Asaph Ben-Tov und Jan Loop: Ludolf and Wansleben. Oriental Studies, Politics, and History between Gotha and Africa 1650-1700. Brill, Leiden 2024.
- mit Katharina Martin und Johannes Wienand: Universitäre Münzsammlungen im deutschsprachigen Raum. Geschichte, Gegenwart und Zukunft. Vandenhoeck, Göttingen 2024. ISBN 978-3-525-30608-6
- mit Vera Faßhauer: Ein transnationales Leben. Bausteine zur Biographie von Johann Konrad Dippel (1673–1734). Sektion in: Pietismus und Neuzeit 48/49 (2024).
- Mit Dirk Sangmeister: Aufklärung und Residenzstadt. Das intellektuelle Gotha um 1800. Wallstein, Göttingen 2025.